# خواكيم سوروم
خواكيم سوروم (بالنرويجية البوكمول: Joachim Sørum)‏ هو لاعب كرة قدم نرويجي في مركز الدفاع، ولد في 11 فبراير 1979 في Dokka ‏ في النرويج. لعب مع Hamarkameratene ‏.